# Zhengzhou
Zhengzhou, tidigare romaniserat Chengchow, är en stad på prefekturnivå och provinshuvudstad i Henan-provinsen i centrala Kina. Gula floden rinner genom staden.

## Historia
Staden grundades ungefär 1640 f.Kr. till 1500 f.Kr. under Shangdynastin  som Ao (隞) eller Bo (亳). Ruiner efter denna forna Zhengzhou Shangstad finns i centrala Zhengzhou. År 587 e. Kr. blev staden residensstad i en prefektur i Suidynastins administrativa indelning, under namnet Guanzhou. Namnet Zhengzhou dyker upp år 605, och har använts sedan dess.

## Näringsliv
I Zhengzhou-regionen finns stora fyndigheter av kol och andra mineraler.

## Administrativ indelning
Prefekturen Zhengzhou består av sex stadsdistrikt som utgör själva staden, ett härad och fem städer på häradsnivå som är belägna på landsbygden utanför det egentliga Zhengzhou. Zhengdong är en ny förort till staden, som beräknas stå färdig 2015.
- Stadsdistriktet Zhongyuan (中原区), 195 km², 570 000 invånare (2003), centrum och säte för stadsfullmäktge;
- Stadsdistriktet Erqi (二七区), 159 km², 500 000 invånare;
- Stadsdistriktet Guancheng för huikineser (管城回族区), 204 km², 320 000 invånare;
- Stadsdistriktet Jinshui (金水区), 242 km², 780 000 invånare;
- Stadsdistriktet Shangjie (上街区), 18 km², 80 000 invånare;
- Stadsdistriktet Huiji (惠济区), 206 km², 150 000 invånare;
- Häradet Zhongmou (中牟县), 1 393 km², 690 000 invånare;
- Staden Xinzheng (新郑市), 873 km², 630 000 invånare;
- Staden Dengfeng (登封市), 1 220 km², 630 000 invånare;
- Staden Xinmi (新密市), 1 001 km², 820 000 invånare;
- Staden Gongyi (巩义市), 1 041 km², 790 000 invånare;
- Staden Xingyang (荥阳市), 955 km², 650 000 invånare.

## Klimat
Genomsnittlig årsnederbörd är 604 millimeter. Den regnigaste månaden är juli, med i genomsnitt 133 mm nederbörd, och den torraste är januari, med 5 mm nederbörd.